# Alatrofloxacina
L' alatrofloxacina è un principio attivo che appartiene alla classe dei chinoloni di quarta generazione. È un profarmaco della trovafloxacina. Il farmaco è stato commercializzato in UE dalla società farmaceutica Pfizer con il nome di Trovan IV, nella forma di sale mesilato. Il 20 marzo 2001, la Commissione Europea ha adottato la decisione di ritirare l'autorizzazione al commercio del farmaco. Il farmaco era già stato sospeso nell'agosto 1999 dopo 152 casi documentati di eventi seri di epatite, inclusi 9 casi di decesso o che avevano richiesto un trapianto di fegato.

## Meccanismo di azione
Come tutti i chinoloni agisce interrompendo la replicazione delle molecole dell'acido deossiribonucleico nei batteri.

## Indicazioni
- Polmoniti ospedaliere causate da Escherichia coli, Pseudomonas aeruginosa, Haemophilus influenzae, o Staphylococcus aureus
- Polmoniti acquisite in comunità causate da Streptococcus pneumoniae, Haemophilus influenzae, Klebsiella pneumoniae, Mycoplasma pneumoniae, Moraxella catarrhalis, Legionella pneumophila, o Chlamydia pneumoniae.
- Infezioni complicate intra-addominali, incluse le infezioni post-chirurgiche causate da E.coli, Bacteroides fragilis, streptococchi del gruppo viridans.[3][4]
- Infezioni pelviche e ginecologiche incluso endomiometriti, parametriti, aborto settico e infezioni post-partum.
- Infezioni complicate della cute e del sottocutaneo, incluso infezioni da piede diabetico

## Controindicazioni
Il farmaco è controindicato in persone con una storia di ipersensibilità alla trovafloxacina, alatrofloxacina, o più in generale ad antibiotici chinoloni.

## Farmacocinetica
Dopo somministrazione per via endovenosa, l'alatrofloxacina è rapidamente convertita in trovafloxacina. Le concentrazioni plasmatiche di alatrofloxacina sono infatti inferiori ai livelli quantificabili nel giro di 10 minuti dal completamento di un'infusione di 1 ora. La distribuzione nei tessuti, il metabolismo e l'eliminazione per via urinaria seguono quelli della trovafloxacina.

## Farmacodinamica
L'alatrofloxacina è un fluorchinolone che, in vitro, ha una ampio spettro di attività verso microrganismiaerobi gram-negativi e gram-positivi e verso microrganismi anaerobi. L'alatrofloxacina inibisce in modo selettivo i due tipi di enzima topoisomerasi presenti nel batterio: la DNA girasi e la topoisomerasi IV. Si tratta di enzimi fondamentali per la cellula batterica e coinvolti nei processi di duplicazione, trascrizione e riparazione del DNA. La topoisomerasi IV svolge la funzione di separazione delle catene di DNA che deve essere replicato (cioè duplicato) prima che avvenga la divisione cellulare batterica.
Qualora il DNA non possa essere separato, il processo di replicazione delle molecole dell'acido deossiribonucleico batterico viene interrotto: il batterio non può più dividersi e quindi replicarsi. Il secondo enzima, la DNA girasi, è invece deputato al Superavvolgimento del DNA: questo processo di superavvolgimento è cruciale per permettere al DNA di rientrare nelle cellule di nuova formazione. Il blocco di entrambi i meccanismi porta, in ultima analisi, alla morte del batterio.

## Effetti indesiderati
Tra gli effetti indesiderati che si verificano con maggiore frequenza si segnalano i disturbi gastrointestinali: specie diarrea, dolori addominali, dispepsia, nausea e vomito. Possibili anche: rash cutaneo e prurito, cefalea, vertigini, disturbi del sonno e confusione mentale.